# قاسم‌آباد (پیشوا)
قاسم‌آباد روستایی در دهستان عسگریه بخش مرکزی شهرستان پیشوا استان تهران ایران است.

## جمعیت
بر پایه سرشماری عمومی نفوس و مسکن در سال ۱۳۹۵ جمعیت این روستا ۵۵۹ نفر (۱۴۱خانوار) بوده‌است.